# Bodden Town
Bodden Town est une ville des Îles Caïmans. La ville, ancienne capitale des Îles Caïmans et le centre du plus grand district du pays, est situé sur un port naturel et un récif de corail. Sa population, selon le recensement de 2010, était de 10 341 habitants.

## Historique
La première colonie portait le nom d’un chef du gouvernement, William Bodden. Une fois ravagé par les pirates, ce village fut connu pour ses vestiges. 

## Curiosités historiques
- Mission House est un musée consacré à l'histoire locale qui a pris de l'ampleur avec l'arrivée des premiers missionnaires presbytériens.

## Sports
- Le Bodden Town Football Club est le plus ancien club de football des Îles Caïmans.